# Pitfour Castle

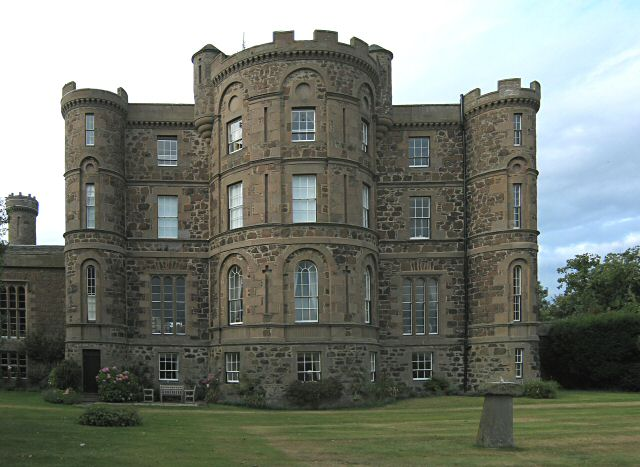
Pitfour Castle

Pitfour Castle ist ein Herrenhaus in der schottischen Ortschaft St Madoes in der Council Area Perth and Kinross. 1971 wurde das Bauwerk in die schottischen Denkmallisten in der höchsten Denkmalkategorie A aufgenommen.

## Geschichte
Die Länderei Pitfour ist seit dem Jahre 1600 belegt. Dort befand sich zu dieser Zeit ein Tower House eines Lairds, von dem heute keine Spuren mehr sichtbar sind. Einer Beschreibung folgend dürfte es wenige hundert Meter entfernt des heutigen Herrenhauses in der Nähe des Tay-Ufers gestanden haben. Pitfour Castle wurde im Jahre 1784 nach einem Entwurf des schottischen Architekten Robert Adam erbaut. Im Zuge einer Überarbeitung wurden 1825 eine Bibliothek und ein Musikzimmer nach einem Plan William Burns hinzugefügt. Des Weiteren wurde der Turm der Stallungen aufgestockt. 1964 wurde der von Burn überarbeitete Eingangsbereich nach den Originalplänen in seinen Ursprungszustand zurückversetzt. Der Ostflügel fiel einem Brand im Juli 1969 zum Opfer.

## Beschreibung
Pitfour Castle steht am Südostrand St Madoes’. Sein Mauerwerk besteht aus Bruchstein mit abgesetzten Natursteindetails vom Sandstein. Der dreistöckige Corps de Logis ist mit runden Ecktürmen und teilweise mit Pseudo-Bewehrung ausgeführt. An der Ostseite tritt ein gerundeter Turm mit Zinnenbewehrung heraus. An der Nordseite schließen sich die einstöckigen Stallungen an. Im Innenraum ist ein Treppenhaus mit abschließender Glaskuppel zu erwähnen, an dessen Ausgestaltung Antonio Zucchi beteiligt war. Die Stuckarbeiten sind eher schlicht.